# Törpemakifélék

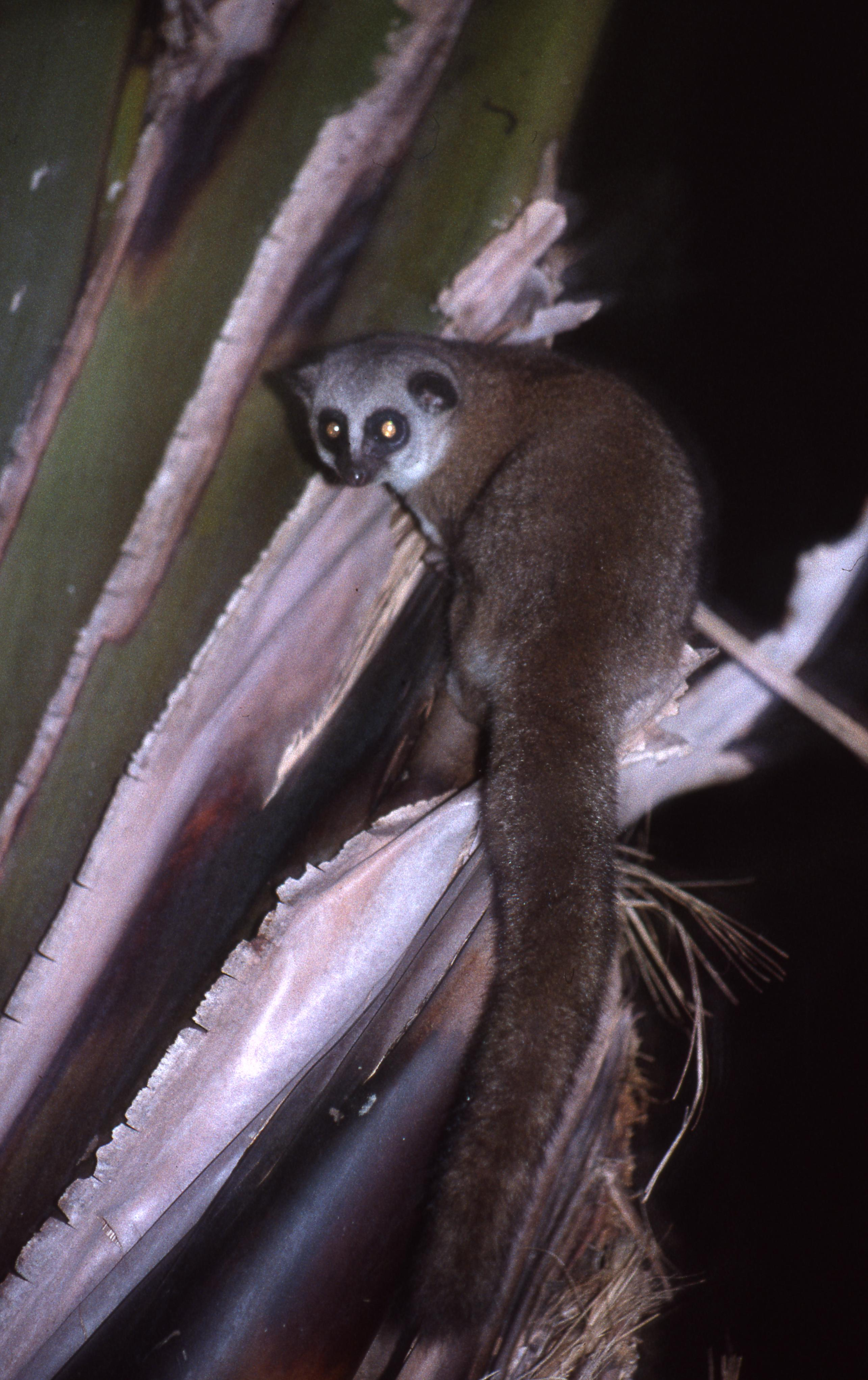
Nagy macskamaki (Cheirogaleus major)

A törpemakifélék (Cheirogaleidae) az emlősök (Mammalia) osztályában a főemlősök (Primates) orrtükrösök (Strepsirrhini) alrendjébe tartozó család öt nemmel és harminc fajjal.
Ezek a Madagaszkár szigetén élő félmajmok — amint nevük is mutatja — igen kis termetűek. Közéjük tartozik a világ 2019-es ismereteink szerint legkisebb főemlőse, az átlag 92 mm hosszú Berthe-egérmaki (Microcebus berthae).
Éjszakai életet élnek, ezért nagy a fülük és a szemük. Hosszú farkuk a fán közlekedést teszi biztonságosabbá. Fogazatuk a rovarevőkére emlékeztet; 36 foguk van. Magányosan vagy párban élnek.

## Rendszertani felosztásuk
A családba az alábbi nemek és fajok tartoznak.
- Allocebus (Petter-Rousseaux & Petter, 1967) – 1 faj
  - szőrösfülű törpemaki (Allocebus trichotis)

- Cheirogaleus (É. Geoffroy Saint-Hilaire, 1812) – 10 faj
  - Amber-hegységi macskamaki (Cheirogaleus andysabini) - 2005-ben felfedezett faj
  - vörös macskamaki (Cheirogaleus crossleyi)
  - Groves-maki (Cheirogeleus grovesi) - a vörös macskamakiról 2017-benleválasztott faj [2]
  - Lavasoa-hegysági macskamaki (Cheirogaleus lavasoensis) - 2013-ban leírt faj
  - nagy macskamaki (Cheirogaleus major)
  - közepes macskamaki (Cheirogaleus medius)
  - szürke macskamaki (Cheirogaleus minusculus)
  - Ankarana-macskamaki (Cheirogaleus shethi) - 2016-ban leírt faj
  - csíkoshátú macskamaki (Cheirogaleus sibreei)
  - Thomas-macskamaki (Cheirogaleus thomasi)

- Egérmakik (Microcebus) É. Geoffroy Saint-Hilaire, 1834 – 25 faj
  - szürke egérmaki (Microcebus murinus)
  - szürkésbarna egérmaki (Microcebus griseorufus)
  - arany egérmaki (Microcebus ravelobensis)
  - északi egérmaki (Microcebus tavaratra)
  - Sambirano-egérmaki (Microcebus sambiranensis)
  - Simmons-egérmaki (Microcebus simmonsi)
  - törpe egérmaki (Microcebus myoxinus)
  - vörös egérmaki (Microcebus rufus)
  - Berthe-egérmaki (Microcebus berthae)
  - Goodman-egérmaki (Microcebus lehilahytsara)
  - Jolly-egérmaki (Microcebus jollyae)
  - MacArthur-egérmaki (Microcebus macarthuri)
  - Mittermeier-egérmaki (Microcebus mittermeieri)
  - Bongolava-egérmaki (Microcebus bongolavensis)
  - Danfoss-egérmaki (Microcebus danfossi)
  - Arnhold-egérmaki (Microcebus arnholdi)
  - Margot Marsh-egérmaki (Microcebus margotmarshae)
  - Claire-egérmaki (Microcebus mamiratra)
  - Gerp-egérmaki (Microcebus gerpi)
  - Anosy egérmaki (Microcebus tanosi)[3]
  - Marohita egérmaki (Microcebus marohita)[3]
  - Ganzhorn-egérmaki (Microcebus ganzhorni)
  - Boraha egérmaki (Microcebus boraha)
  - Manitatra-egérmaki (Microcebus manitatra)

- Mirza (Gray, 1867) – 2 faj
  - Coquerel-törpemaki (Mirza coquereli)
  - északi törpemaki (Mirza zaza)

- Phaner (Gray, 1870) – 4 faj
  - északi villásan csíkos macskamaki (Phaner electromontis)
  - Masoala villásan csíkos macskamaki (Phaner furcifer)
  - nyugati villásan csíkos macskamaki (Phaner pallescens)
  - Sambirano-villásan csíkos macskamaki (Phaner parienti)